# Roger de Salerne
Roger de Salerne est le fils de Richard de Salerne, régent du comté d'Édesse et d'Altrude, supposée sœur de Tancrède de Hauteville (régent d'Antioche). Il est donc soit le cousin de Tancrède, soit son neveu. Il est marié à Hodierne de Rethel, sœur de Baudouin du Bourg, mais nous n’avons connaissance d’aucun enfant qui serait né de leur union.
Il est régent de la Principauté d'Antioche de 1112 à 1119 et meurt au combat lors de la bataille de l’ager sanguinis le 28 juin 1119.

## Biographie
D'après René Grousset il aurait été un homme avare, avide, sûr de lui et courageux. Il fut un homme très loyal envers la royauté hiérosolymitaine et acceptant la primauté de ce dernier sur les autres princes de l'Orient latin.
Après la bataille de Harran, le 7 mai 1104, le comte d’Edesse, Baudouin du Bourg, et Jocelin, seigneur de Turbessel, sont faits prisonniers. Il en résulte un vide politique au sein du comté. Bohémond prince d’Antioche décide de retourner en Europe afin de lever des renforts. Avant son départ il décide de nommer Tancrède régent de la principauté d’Antioche et d’Edesse. Ce dernier nomme Richard de Salerne régent du comté d’Edesse. Il existe également une autre version selon laquelle ce serait Roger, qui serait régent d’Antioche et non Richard. Cette deuxième version est soutenue par Jean Richard. Jean Richard étant le seul à soutenir que Roger fut régent d’Édesse, il vaut certainement mieux lui préférer la thèse de Steven Runciman, plus largement soutenue par les historiens ayant travaillé sur le sujet. Ce dernier, qu’il soit Richard ou Roger, est placé sous l’autorité de Tancrède. Sa régence, ou son gouvernement dure de 1104 à 1108 c'est-à-dire jusqu’à la libération de Baudouin du Bourg. 
Lorsque Tancrède meurt, probablement le 12 décembre 1112, Roger de Salerne est nommé régent de la Principauté d'Antioche en attendant la majorité du jeune prince Bohémond II. Tancrède fait d’ailleurs promettre Roger de rendre la principauté au fils de Bohémond si ce dernier venait la réclamer. C'est seulement à la fin du mois de décembre qu'il est intronisé régent, ou plus exactement bayle de la principauté d'Antioche.
Il se marie avec Hodierne de Rethel, en 1113, mariage semble-t-il arrangé par Baudouin du Bourg, roi de Jérusalem, son frère alors comte d’Edesse. Le doute présent entre Hodierne et Cecilie est dû aux écrits de Kohler Ch. qui met en avant la possibilité que la femme de Roger soit plutôt nommé Cecile qui serait, selon ses mots "une dame de Tarse" qui serait mentionnée dans une charte de l'abbaye de Josaphat en 1126. D'après René Grousset il n'aurait d'ailleurs pas été un mari fidèle comme cela semble avoir été l'habitude des seigneurs normands de Sicile.
En 1113, l’atabeg de Mossoul, Mawdūd, mène une campagne en Syrie. Baudouin Ier, roi de Jérusalem, décide d’appeler Pons, comte de Tripoli et Roger de Salerne, régent de la principauté d’Antioche, pour l’aider face à Mawdūd. Mais l’empressement de Baudouin Ier à engager la bataille sans même attendre les renforts mène à une lourde défaite lors de la bataille d’as-Ṣinnabrah le 28 juin 1113. Durant cette bataille près de 1200 fantassins et 30 chevaliers sont tués. Le lendemain Pons et Roger arrivent et sermonnent le roi. Roger dispose de près de 700 cavaliers et 500 piétons. L'arrivée des renforts sauve certainement les forces du roi. Leurs troupes réunies se regroupent sur une colline près de Tibériade et y restent un mois ou deux, les sources divergent sur ce point. Mawdūd ne se risque alors plus à engager une bataille rangée. Pendant ce temps ses troupes pillent les possessions du royaume de Jérusalem. Enfin ce dernier se retire à Damas ou il est assassiné le 2 octobre de la même année.
Le 27 novembre 1114 un tremblement de terre endommage une partie des places fortes de Syrie du Nord. Roger comprenant le rôle indispensable les fait réparer avec le plus grand soin.
En 1115, le seigneur de Hamadhan, Bursuq ibn Bursuq, lance une campagne en Syrie. Arrivé devant Alep l’eunuque Lulu, gouverneur de la place, lui en refuse l’accès. Il appelle à l’aide l’atabeg de Damas, Tuğtekin, et le prince de Mardin, Il-Ghazi ibn Orotq. Le prince de Damas fait appel à Roger de Salerne. L’armée de Roger de Salerne prend position à Apamée face à l’armée de Bursuq positionnée de l’autre côté de l’Oronte à Shayzar. Roger décide d’appeler les autres princes latins d’Orient à son aide, Baudouin Ier de Jérusalem, Baudouin du Bourg et Pons de Tripoli. En août les renforts chrétiens arrivent devant Apamée, il s’ensuit une inaction de huit jours après laquelle Bursuq décide de feindre une retraite vers le désert. Les princes latins se séparent alors pour rentrer chez eux. Bursuq fait ensuite marche vers la place forte de Kafartab, appartenant à la principauté d’Antioche, pour s’en saisir. Il s'en empare le 5 septembre 1115. Bursuq divise alors ses troupes. Roger appelle Baudouin du Bourg au secours. Ayant fait leur jonction, Roger, le 12 septembre, fait venir le patriarche d'Antioche, Bernard de Valence, pour motiver les troupes par un sermon. Roger de Salerne réussi à surprendre l’armée de Bursuq en ordre de marche et à la mettre en déroute le 14 septembre 1115 lors de la bataille de Tell Danith, aussi appelée bataille de Sarmin. Durant cette bataille 3000 hommes, suivant l’armée de Bursuq, sont mis à mort, les femmes sont réduites en esclavage, les enfants et les vieillards auraient été brûlés. Le reste des prisonniers sont envoyés à Tuğtekin, sauf ceux que Roger pense pouvoir rançonner. L’armée chrétienne reste deux ou trois jours sur le champ de bataille pour diviser les gains.
Cette bataille met fin à la campagne de Bursuq ibn Bursuq et établi la réputation de Roger de Salerne auprès des musulmans qui le surnomme « siroja ». Cette réputation est parfois comparée à celle de Richard Cœur de Lion, principale figure de la troisième croisade. De 1115 à 1118 Roger envahit peu à peu toutes les places qu'il peut prendre entre Antioche et Alep.La bataille a donc permis d’établir une forte mainmise sur la principauté d’Alep dont les places fortes d’outre-Oronte sont sous le contrôle de la principauté d’Antioche. Alep devient tributaire d’Antioche et se trouve dans une situation proche de celui d’un protectorat. De plus le passage, très rentable, des pèlerins vers La Mecque sur le territoire est placé sous le contrôle de cette même principauté. Marqab aurait aussi été conquise entre 1117 et 1118.
Les Alépins assassinent l’eunuque Lulu en avril 1117. Roger de Salerne intrigue alors pour empêcher la ville d’Alep d’appeler un prince trop puissant à lui succéder comme gouverneur au nom de Soltan Shah, seigneur encore mineur de la ville. Alep décide alors de ne plus payer de tribut à la principauté et de faire appel au puissant Il-Ghazi ibn Ortoq, prince de Mardin. En réponse à cela, durant la fin de l’année 1118, Roger prend la place de Azāz, aussi appelée Hasart, ainsi que Biza, avec l’aide de Léon d’Arménie. En 1118, il prend la place forte de Balatunus et donne cette place au seigneur du château voisin de Saône, Robert Fulcoy.
Lorsqu’il arrive, Il-Ghazi parvient à acheter auprès de Roger une trêve pour une somme très importante. Il s’allie ensuite à Tuğtekin et mène des préparatifs pour une vaste campagne. Il réussit à recruter de nombreux turcomans et arabes. Cette campagne est lancée en juin 1119. Roger de Salerne quant à lui décide de ne pas attendre les troupes du roi de Jérusalem et du comté de Tripoli pour réagir à l'invasion et se lance à la poursuite des forces musulmanes. Il refuse d'attendre malgré les injonctions du patriarche Bernard de Valence et commet donc la même erreur que Baudouin Ier en 1113 alors qu'il avait alors réprimandé le roi pour cela. Elle mène à la bataille de l’ager sanguinis, aussi appelée bataille de Dard Sarmadā, et parfois bataille du Champ du sang, le 28 juin 1119. Roger est encerclé et meurt durant la bataille. La plus grande partie de son armée tombe entre les mains d’Il-Ghazi qui les massacre le lendemain. Seuls 150 hommes échappent à la bataille.
C’est une catastrophe pour la principauté d’Antioche qui se retrouve sans chef et sans armée. Le patriarche d’Antioche, Bernard de Valence met néanmoins la ville en état de résister jusqu’à l’arrivée de l’armée royale, accompagnée du comte de Tripoli. Le 14 août 1119 la situation est stabilisée par la victoire chrétienne à Tell Danith. Néanmoins la plupart des gains outre-Oronte de la principauté sont perdus. La veuve de Roger de Salerne aide à réorganiser la principauté avec Baudouin II. C’est ce dernier qui devient alors régent jusqu’à l’arrivée de Bohémond II en 1126.
Il avait entamé des négociations avec Alexis Ier Comnène pour régler la question au sujet de l’exécution du traité de Devol, aussi appelé traité de Déabolis. Ces négociations n’aboutissent pas avec la mort prématurée de Roger en 1119. On note d’ailleurs la présence d’un envoyé de l’empereur, Ravendinos, lors de cette campagne au sein de l’armée d’Antioche.
Un autre fait notable de la régence de Roger porte sur les différentes juridictions ecclésiastiques présente à Antioche. Le métropolite jacobite d'Edesse, Bar Çabouni, fait appel à la justice du patriarche latin d'Antioche, Bernard de Valence, pour se défendre face au patriarche jacobite, Mar Athanasius VII. Bernard de Valence en profite pour saisir l'occasion d'usurper le droit de juger les jacobite, normalement réservé au patriarche jacobite. Roger de Salerne est contraint d'intervenir et interdit à la justice ecclésiastique latine de juger ce qui relève de la justice jacobite. Il réaffirme donc les droits ecclésiastiques jacobites face aux tentatives d'usurpations de l’autorité judiciaire par les patriarche latins.
Sa régence est considérée par Claude Cahen comme la période la plus prestigieuse de la principauté d’Antioche malgré sa fin tragique en 1119.